# Bitva u Gubelu
Bitva u Gubelu byla rozhodující bitva druhé války o Kappel. Odehrála se v noci v prvních hodinách 24. října 1531 při hoře Gubel a malý katolický oddíl v ní zaskočil a drtivě porazil téměř desetkrát silnější spojené síly protestantských kantonů Curych a Bern, které se pokoušely překvapit a odříznout hlavní uskupení spojených sil katolických kantonů a odčinit tak porážku u Kappelu, kde o třináct dnů dříve padl hlavní vůdce protestantů Ulrich Zwingli. 
Protestanti utrpěli v bitvě těžké ztráty a jejich (již smrtí Zwingliho podlomená) morálka se zcela zhroutila, takže přistoupili na mírová jednání a válka skončila jasným vítězstvím katolických kantonů.